# The Last Trail (film, 1927)
Pour les articles homonymes, voir The Last Trail (homonymie).
The Last Trail est un western américain de 1927 réalisé par Lewis Seiler et écrit par John Stone.

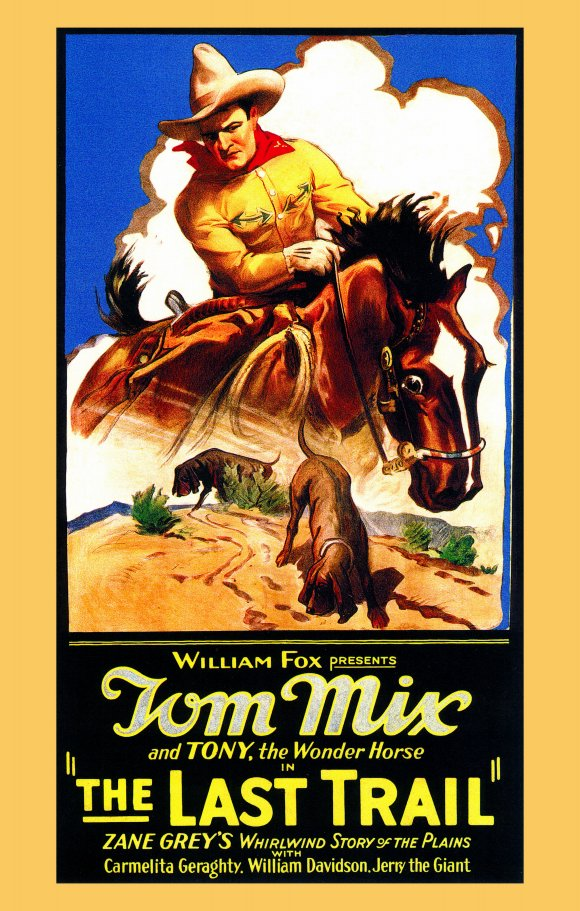
Affiche du film.

Le scénario est inspiré du roman de 1909 The Last Trail de Zane Gray. Le film met en vedette Tom Mix, Carmelita Geraghty, William B. Davidson, Jerry Madden, Frank Hagney et Lee Shumway. Le film est sorti le 23 janvier 1927 par Fox Film Corporation,,.
Le film est sorti en France sous le titre Tom l'intrépide.

## Synopsis
Tom Dane se bat contre une bande de malfrats..

## Distribution
- Tom Mix : Tom Dane
- Carmelita Geraghty : Nita Carrol
- William B. Davidson : Kurt Morley
- Jerry Madden : Tommy Pascal
- Frank Hagney : Henchman Cal Barker
- Lee Shumway : Sheriff Joe Pascal
- Robert Brower : Sam Beasley
- Oliver Eckhardt : Jasper Carrol
- Frank Beal : Bert Summers
- Tony the Horse : Tony, le cheval de Tom (comme Tony)
- Charles Brinley : Fort Man (non crédité)
- William McCall : Townsman (non crédité)